# Vnitřní pas
Vnitřní nebo vnitrostátní pas je doklad totožnosti. Použití vnitřních pasů zahrnovalo omezování občanů rozděleného státu na zaměstnání v jejich vlastní oblasti (zabránění jejich migraci do bohatších měst nebo regionů), jasné zaznamenávání etnické příslušnosti občanů k vynucení segregace nebo zabránění průchodu a kontrolu přístupu na citlivá místa nebo uzavřená města.
Když se poprvé objevily pasy, neexistoval žádný jasný rozdíl mezi vnitrostátními a mezinárodními. Později některé země vyvinuly sofistikované systémy pasů pro různé účely a různé skupiny obyvatelstva.

## Státy vlastnící vnitřní pasy
Ne všechny země vlastní vnitřní pasy.

### Seznam států vlastnící vnitřní pasy
- Čína (Chu-kchou)
- Severní Korea (Hoju)
- Rusko (Ruský vnitřní pas)
- Turkmenistán (Turkmenský vnitřní pas, „raýatlyk pasporty“)

### Seznam států kdysi vlastnících vnitřní pasy
- Ruské impérium
- Francie (do roku 1862)
- Sovětský svaz (Vnitřní pas Sovětského svazu)
- Osmanská říše
- Italské království
- Litva (1919-1940)
- Irák (do roku 2016, nahrazen kartou)
- Německá říše (1938–1943)
- Švédsko (do roku 1860)
- Ukrajina (do roku 2020, nahrazen kartou)

## Fotogalerie

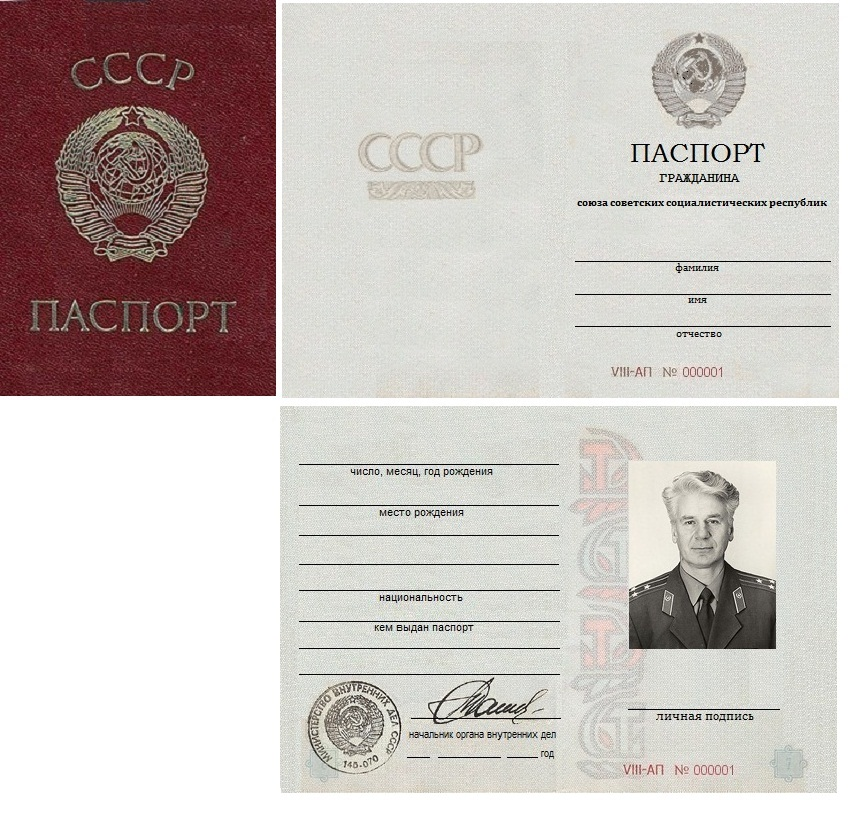
Vnitřní pas SSSR
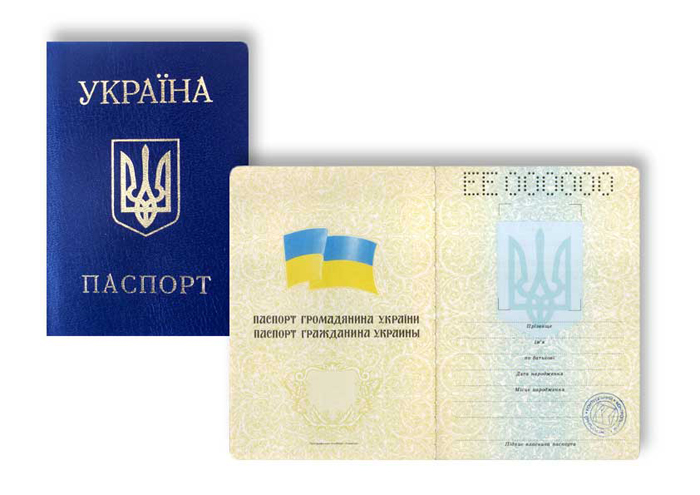
Ukrajinský vnitřní pas (1993-2015)
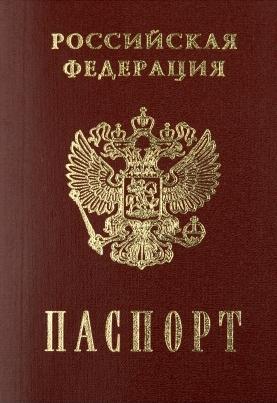
Ruský vnitřní pas